# Discografia di AKA 7even
La discografia di AKA 7even, cantautore italiano, è costituita da un album in studio, due EP, ventisette singoli e diciassette video musicali (inclusi quelli come artista ospite), pubblicati dal 2018.

## Album in studio
| Anno | Titolo | Classifiche | Certificazioni | Unità          |
| Anno | Titolo | ITA         | Certificazioni | Unità          |
| ---- | --- | ----------- | -------------- | -------------- |
| 2021 | AKA 7even - Pubblicato: 21 maggio 2021 - Etichetta: Columbia Records, Sony Music - Formati: CD, download digitale, streaming | 3           | - ITA: Platino | - ITA: 50 000+ |

## Extended play
| Anno | Titolo |
| ---- | --- |
| 2019 | Chiaroscuro (come Luca Marzano) - Pubblicato: 17 maggio 2019 - Etichetta: Cosmophonix Production - Formati: CD, download digitale, streaming |
| 2025 | Non x soldi - Pubblicato: 2 maggio 2025 - Etichetta: Columbia Records, Sony Music - Formati: CD, download digitale, streaming                |

## Singoli

### Come artista principale
| Anno                                                         | Titolo                                                | Classifiche | Certificazioni | Unità              | Album di provenienza |
| Anno                                                         | Titolo                                                | ITA         | Certificazioni | Unità              | Album di provenienza |
| ------------------------------------------------------------ | ----------------------------------------------------- | ----------- | -------------- | ------------------ | -------------------- |
| 2018                                                         | Figli di un'avventura (come Luca Marzano)             | —           |                |                    | Chiaroscuro          |
| 2018                                                         | Niente se non te (come Luca Marzano)                  | —           |                |                    | Chiaroscuro          |
| 2018                                                         | Unaware (come Luca Marzano; feat. Gabriele Esposito)  | —           | /              |                    |                      |
| 2019                                                         | Come pioggia (come Luca Marzano)                      | —           | Chiaroscuro    |                    |                      |
| 2019                                                         | Napoli with Me (come Luca Marzano; feat. Cosmophonix) | —           | /              |                    |                      |
| 2019                                                         | Sànta Marìa (come Luca Marzano; con BossFamily)       | —           | /              |                    |                      |
| 2019                                                         | Torre Eiffel                                          | —           | AKA 7even      |                    |                      |
| 2020                                                         | Hotel (feat. SAC1)                                    | —           | /              |                    |                      |
| 2020                                                         | Chupa (con BossFamily)                                | —           | /              |                    |                      |
| 2020                                                         | Coco (feat. Biondo)                                   | —           | /              |                    |                      |
| 2021                                                         | Yellow                                                | —           | AKA 7even      |                    |                      |
| 2021                                                         | Mi manchi                                             | 4           | AKA 7even      | - ITA: Platino (2) | - ITA: 140 000+      |
| 2021                                                         | Mille parole                                          | —           | AKA 7even      |                    |                      |
| 2021                                                         | Loca                                                  | 2           | AKA 7even      | - ITA: Platino (3) | - ITA: 210 000+      |
| 2021                                                         | 6 PM                                                  | —           |                |                    | /                    |
| 2022                                                         | Perfetta così                                         | 15          | - ITA: Platino | - ITA: 100 000+    | /                    |
| 2022                                                         | Come la prima volta                                   | —           |                |                    | /                    |
| 2022                                                         | Toca (feat. Guè)                                      | 61          | - ITA: Oro     | - ITA: 50 000+     | /                    |
| 2022                                                         | Non piove più                                         | —           |                |                    | /                    |
| 2023                                                         | Rock n Roll                                           | —           |                |                    | /                    |
| 2024                                                         | Non dimenticare                                       | —           |                |                    | /                    |
| 2024                                                         | Notte fonda                                           | —           |                |                    | /                    |
| 2025                                                         | Non x soldi (con Junior K)                            | —           | Non x soldi    |                    |                      |
| 2025                                                         | Ragione e follia (con Tormento e Junior K)            | —           | Non x soldi    |                    |                      |
| "—" indica una pubblicazione non classificata in quel paese. |                                                       |             |                |                    |                      |

### Come artista ospite
| Anno | Titolo                                             |
| ---- | -------------------------------------------------- |
| 2019 | Mumbai (Neo feat. Luca Marzano)                    |
| 2020 | Prima ti amo poi mi pento (Yoseba feat. AKA 7even) |
| 2022 | I Believe (Kamrad feat. AKA 7even)                 |

## Altri brani entrati in classifica
| Anno | Titolo | Classifiche | Album di provenienza |
| Anno | Titolo | ITA         | Album di provenienza |
| ---- | ------ | ----------- | -------------------- |
| 2021 | Luna   | 70          | AKA 7even            |

## Collaborazioni
| Anno | Titolo                                  | Album di provenienza      |
| ---- | --------------------------------------- | ------------------------- |
| 2022 | Lo siento (Lele Blade feat. AKA 7even)  | Ambizione (Deluxe)        |
| 2023 | Tremi (LDA feat. AKA 7even)             | Quello che fa bene        |
| 2023 | Tini & De Paul (CanovA feat. AKA 7even) | CanovA Game Room Season 1 |
| 2025 | Ma belle (Stresi feat. AKA 7even)       | Archimed (Episode Two)    |

## Video musicali
| Anno | Titolo                | Regista/i                      |
| ---- | --------------------- | ------------------------------ |
| 2018 | Figli di un'avventura | Peter Marvu                    |
| 2018 | Niente se non te      | Peter Marvu                    |
| 2018 | Unaware               | Peter Marvu                    |
| 2019 | Come pioggia          | Peter Marvu                    |
| 2019 | Napoli with Me        | Peter Marvu                    |
| 2019 | Sànta Marìa           | Peter Marvu                    |
| 2020 | Chupa                 | Tony Becher                    |
| 2021 | Loca                  | Fabrizio Cestari               |
| 2021 | 6 PM                  | Luther Blissett                |
| 2022 | Perfetta così         | Peter Marvu                    |
| 2022 | Come la prima volta   | Simone Peluso                  |
| 2022 | Toca                  | Alessio Hong e Michele Formica |
| 2022 | Non piove più         | Gianluca Garretto              |
| 2023 | Rock n Roll           | —                              |
| 2024 | Non dimenticare       | —                              |
| 2024 | Notte fonda           | Matteo Croci                   |
| 2025 | Ragione e follia      | Mario Miccione                 |